# چوکونتا
چوکونتا (انگلیسی: Chocontá) نام شهری در کشور کلمبیا است.